# Aleksandr Porfiryevich Borodin
Aleksandr Porfiryevich Borodin (tiếng Nga: Алекса́ндр Порфи́рьевич Бороди́н, 1833-1887) là nhà hóa học, nhà soạn nhạc, tiến sĩ y khoa, nhà hoạt động xã hội người Nga. ông là một trong những thành viên của Nhóm nhạc Năm người (Moguchaya kuchka). Ông là người sáng lập ra dòng giao hưởng anh hùng của Nga. Tác phẩm nổi tiếng nhất của ông là vở opera Hoàng đế Igor.

## Thân thế sự nghiệp
Aleksandr Porfiryevich Borodin sinh ra trong một gia đình hoàng thân Nga. Ngay từ nhỏ, ông tỏ ra có năng khiếu về âm nhạc khoa học. Ông học nhạc từ khi có 8 tuổi. Lúc đó Borodin học về sáo và vĩ cầm. Rồi khi 12 tuổi, ông học thêm viôlôngxen, còn sáng tác thì ông tự học. Trong khoảng thời gian từ năm 1850-1856, Borodin vào học Viện Hàn lâm Y khoa-Phẫu thuật Sankt Peterburg đồng thời học thêm âm nhạc. Sau tốt nghiệp, tức là từ năm 1859 đến 1862, Aleksandr Porfiryevich Borodin được cử đi Đức, Pháp, Ý để bổ túc nghề nghiệp. Từ năm 1862 đến năm 1864, ông trở thành phó giáo sư. Năm 1863, ông là Giáo sư Viện Hàn lâm Lâm nghiệp, khoa hóa học. Năm 1864, ông được phong giáo sư. Vào năm 1877, ông là viện sĩ Viện Hàn lâm Y khoa-phẫu thuật.. Ngoài ra, Borodin là trong rất nhiều thành viên sáng lập, tạo dựng cơ sở giáo dục y khoa cho nữ giới tại Nga. Đó là sự nghiệp khoa học của ông.
Còn về sự nghiệp âm nhạc, năm 1862, Borodin kết thân với Mily Balakirev và là thành viên của nhóm Năm người (Balakirev là người sáng lập và là cột trụ của nhóm này). Dù bận rộn nghiên cứu, nhưng Borodin vẫn bỏ chút thời gian để sáng tác âm nhạc. Năm 1867, ông sáng tác bản giao hưởng số 1 và nhiều bản romance mang tính chất anh hùng ca như Nàng công chúa đang ngủ, Những bài hát của khu rừng tối, Biển hoặc mang thính chất trữ tình như Những bài hát củ tôi chứa đầy chất độc, Thanh âm lạc lõng. Bàn giao hưởng số 1 cua ông được Balakirev chỉ huy dàn nhạc thành công. Tiếp nói bản giao hưởng là bản giao hưởng số 2, bản giao hưởng được Stasov, nhà phê bình âm nhạc người Nga, đặt tên là bản giao hưởng Dũng sĩ. Cùng lúc đó, ông viết tác phẩm xuất sắc nhất củ mình, vở opera Hoàng đế Igor. Đến năm 1877, Alexander Borodin đến gặp Franz Liszt ở Weimar. Năm 1880, Liszt dã giới thiệu bản giao hưởng số 1 của nhà soạn nhạc người Nga tại Baden, điều này làm tên tuổi của ông nổi tiếng. Về âm nhạc thính phòng, ông sáng tác các bản tứ tấu cho đàn dây số 1 và số 2 vào các năm 1879 và 1882. Thật đáng tiếc, Borodin đang sáng tác bức tranh-giao hưởng Ở miền Trung Á vào năm 1880 và bản giao hưởng số 3 vào năm 1881 thì ông qua đời vào ngày 27 tháng 2 năm 1887 tại Sankt Peterburg mà chưa kịp hoàn thành hai tác phẩm lớn này (cả Hoàng đế Igor cũng kịp hoàn thành) vì bị bệnh trụy tim. Nhưng Nikolay Andreyevich Rimsky-Kosakov và Alexander Konstantinovich Glazunov đã hoàn thành bản giao hưởng số 3. Cả hai nhà soạn nhạc này đều dàn dựng Hoàng đế Igor vào năm 1890.

## Phong cách sáng tác
Âm nhạc của Alexander Borodin mang tính dân tộc Nga, hoành tráng, anh hùng hình thức cấu trúc rõ ràng, cân đối và hòa thanh giàu màu sắc. Ông là người sáng tạo ra thể loại giao hưởng-tráng ca mang đậm tính ca hát và âm hưởng dân tộc Nga.

## Tác phẩm
Về khoa học, Borodin công bố 42 công trình khoa học.
Về âm nhạc, ông để lại cho đời các vở opera Hoàng đế Igor, Những dũng sĩ, ba bản giao hưởng (bản số 3 chưa kịp hoàn thành), tranh-giao hưởng Ở miền Trung Á, Sextet, ngũ tấu dành cho piano, hai bản tứ tấu, Tổ khúc nhỏ(gồm 7 khúc nhạc) cho piano, 16 romance gồm Vì những bến bờ quê hương xa vời, Biển, Bài hát khu rừng tối, Nàng công chúa ngủ,... các bài báo về âm nhạc.